# 22873 Heatherholt
22873 Heatherholt è un asteroide della fascia principale. Scoperto nel 1999, presenta un'orbita caratterizzata da un semiasse maggiore pari a 2,4091943 UA e da un'eccentricità di 0,1956503, inclinata di 3,45003° rispetto all'eclittica.